# Genève Rink Hockey Club
Actualités
Dernière mise à jour : 4 mars 2025.
Le Genève RHC est un des clubs de rink hockey représentant la ville de Genève. Fondé en 1939, c'est un des clubs suisses le plus titré.

## Création
En 1943, le Genève Rink Hockey Club ne possède pas de terrain. Il est obligé de jouer tous ses matchs chez l'adversaire. Cette situation qui dure depuis la fondation du club en 1939, et même antérieurement car les trois précédents clubs de la ville ont tout à tour disparu depuis l'éviction de leur salle en 1935. Le rink hockey est intégré pour la première fois à la 4e édition des Jeux de Genève de 1943. Cet évènement est une compétition multi-sport annuelle cofondé en 1940 par Max Burgi qui en est le premier président du comité exécutif,. En août 1943, Montreux remporte le tournoi de hockey sur roulette dans le cadre des jeux de Genève, auquel était également convient le Zurich HC et le Roller Zurich. Le tournoi connait un certain succès qui fait découvrir la discipline à de nombreux genevois qui ignorent l'existence du club implanté dans la ville depuis douze ans. Le club genevois ne possédant pas de salle joue tous les matchs de championnat à l'extérieur. Néanmoins, le club compte sur la médiatisation au cours des jeux afin de pouvoir obtenir une salle. L'essai de 1943 d'introduire la discipline aux jeux ayant été estimé concluant, la discipline est maintenue lors de l'édition 1944. 
À Pâques 1945, bien que devant participer au tournoi de Montreux, l'équipe de française de Lyon n'a pas eu les autorisations administratives pour quitter la France. Les autres équipes participantes sont toutes suisses, à savoir l'équipe de Montreux et son équipe réserve, Roller Zurich et Genève. Néanmoins, il est prévu que dans le cadre des jeux de Genève 1945, une rencontre entre la Suisse et la France est organisée. Le 30 juin 1945, Genève organise son tournoi annuel à Plainpalais où les deux équipes du club affrontent le champion de Suisse, Montreux et le champion de France, Lyon sous la direction de Casalis. Lyon s'incline en final face à Montreux. 
Les compétitions de rink hockey dans le cadre des jeux de Genève ont lieu le 7 aout et voit la victoire française de Lyon devant les équipes de Bâle, Genève et Monza. La réputation de Genève leur permet d'être invité fin 1946 de participer à un tournoi en Belgique. Bien que Genève termine à la dernière place d'un tournoi remporté par les anglais de Herne Bay, l'équipe suisse reçoit des invitations pour venir jouer à Nantes, Bruxelles et Gand. L'édition 1947, se déroule en août à Plainpalais. et compte parmi ses participants la Belgique, second du championnat du monde de Lisbonne,. Les jeux accueillent les équipes du Klopstokia d'Anvers, de Lyon, de Novarre et de Genève. C'est la première fois qu'Anvers vient à Genève.
Peu avant les Jeux de Genève 1946, des associations sportives dont celle de rink hockey se réunissent le 14 juin 1946 afin de soutenir un projet de construction d'un Palais des Sports à Genève,. En 1947, l'assemblée constitutive du projet n'a pas eu de succès auprès des sportifs, mais une résolution a été voté pour que le comité poursuive le projet. Les équipements sportifs font défaut à Genève, mais pas uniquement pour le rink hockey. Les joueurs de basket ne disposent pas d'équipement en hiver. Du côté de la municipalité, celle s'y n'ayant jamais été convié aux réunions de projet, il n'y a pas eu d'avancé pour sa part sur le sujet depuis mai 1944. Le comité des sports genevois, dont pourtant le vice-président est membre du comité du projet, s'oppose à ce que le projet soit mené par autre que la municipalité. Fin 1947, une fondation est constituée par le comité pour soutenir le projet « Braillard » dont la localisation est envisagée dans le quartier des Grottes à Montbrillant, mais la rentabilité de l'entreprise estimée insuffisante retarde sa construction. Le coût des expropriations est trop important et la localisation envisagée est déplacée d'une centaine de mètres. La réutilisation partielle du Palais des expositions est la solution qui est retenue en utilisant des halls annexes et en juin 1950 les terrains sont finalement aménagée en une salle d'entrainement et une salle de compétition ayant une capacité d’accueil de 4 500 spectateurs. Le Pavillon des Sports est inauguré par une équipe genevoise face à une équipe parisienne puis est investi dans le cadre du championnat suisse. 
Cette même année, l'édition 1950 des Jeux de Genève ne s'est pas tenu en raison d'un nombre important d'événements sportifs ayant déjà eu cours durant l'année à Genève. Il est décidé de passer à un format bisannuel pour les jeux. Après cela, seule l'édition de 1951 se tient avant que les Jeux disparraissent,.

## Palmarès
- Équipe première
  - Vainqueur de la Supercoupe de Suisse en 2014
  - Champion de Suisse de LNA en 1962, 1992, 1993, 1995, 1996, 1997, 1998, 2006, 2008, 2010, 2011 et 2014
  - Vice-Champion de Suisse de LNA en 1989, 1990, 1991, 1994, 1999, 2003, 2007 et 2013
  - Vainqueur de la Coupe de Suisse en 1962, 1985, 1990, 1991, 1992, 1993, 1995, 1999, 2002, 2003, 2007, 2008, 2012, 2013, 2014
- Équipe réserve
  - Champion de Suisse LNC en 1972, 2002, 2003, 2004, 2009, 2010, 2011, 2013, 2016 et 2018

## Effectif actuel
Pour la saison 2024-2025
| Nom                     | Poste           | Nationalité sportive | Sélections | Arrivé en     | Club précédent                     |
| Marco Rodrigues Marques | Gardien         | Portugal Suisse      | -          | Formé au club | -                                  |
| David Cosme Diaz        | Gardien         | 🇪🇸 Espagne           | -          | 2017          | Tus Dusseldorf Nord (D1 allemande) |
| Maël Bagattini          | Gardien         | Suisse               | -          | Formé au club | -                                  |
| Maé Brenas              | Joueur de champ | 🇫🇷 France            | -          | 2020          | RHC Lyon (D1 Française)            |
| Titouan Brenas          | Joueur de champ | 🇫🇷 France            | -          | 2024          | RHC Aix-les-bains (D2 Française)   |
| Thomas Julien           | Capitaine       | Suisse               | -          | Formé au club | -                                  |
| Matteo Tercier          | Joueur de champ | 🇫🇷 France            | -          | 2017          | RCK Seynod                         |
| Lucas Pahud             | Joueur de Champ | Suisse               | Suisse U19 | Formé au club | -                                  |
| Moïse Fayet             | Joueur de champ | Suisse               | Suisse U19 | Formé au club | -                                  |
| Federico Iranzo         | Joueur de champ | Suisse               | -          | Formé au club | -                                  |
| Oriol Mané              | Joueur de champ | 🇪🇸 Espagne           | -          | 2022          | US Villejuif (D1 Française)        |
| Pelayo Ramos            | Joueur de champ | 🇪🇸 Espagne           | -          | 2023          | RHC Vordemwald (LNB Suisse)        |
| Eliott Sanglier         | Joueur de champ | Suisse               | Suisse U17 | Formé au club | -                                  |

Coach: 🇫🇷 Maé Brenas
Entraîneur adjoint : Olivier Budry

## Parcours européen

### En Ligue européenne
- Édition 2012-2013: Éliminé en Phase de poule (0 victoires, 0 matchs nuls, 6 défaites)
- Édition 2011-2012: Éliminé en Phase de poule (0 victoires, 0 matchs nuls, 6 défaites)
- Édition 2010-2011: Éliminé en Phase de poule (0 victoires, 0 matchs nuls, 6 défaites)
- Édition 2006-2007: Éliminé au Premier tour par  OC Barcelos (16-7)

### En Coupe CERS
- Édition 2013-2014: Éliminé en Quart de Finale par  H Breganze (13-7)
- Édition 2009-2010: Éliminé en Huitième de Finale par  UD Oliveirense (18-3)
- Édition 2008-2009: Éliminé en Huitième de Finale par  CH Mataró (7-4)
- Édition 2007-2008: Éliminé en Quart de Finale par  CH Lloret (10-4)
- Édition 2005-2006: Éliminé en Huitième de Finale par  CP Vilanova (7-4)
- Édition 2004-2005: Éliminé en Huitième de Finale par  Bassano H (18-4)
- Édition 2003-2004: Éliminé en Quart de Finale par  Igualada HC (10-4)
- Édition 2002-2003: Éliminé en Huitième de Finale par  HC Quévert (4-2)
- Édition 2002-2003: Éliminé en Huitième de Finale par  RESG Walsum